# Мотигински рејон
Мотигински рејон (рус. Мотыгинский район) је општински рејон у централном  (по неким ауторима, источном) делу Краснојарске Покрајине, Руске Федерације.
Административни центар рејона је насеље Мотигино (рус. Мотыгино), који се налази 550 км североисточно од Краснојарска.
Подручје се налази у долини реке Ангара и њених притока. Значајан део подручја је покривено шумама. Рејон је формирана 1. јула 1931. године, а до 1956. се називао Удерејски рејон. Данас, то је заједница 11 општина.
Суседни територије рејона су:
- североисток: Евенкијски рејон;
- исток: Богучански рејон;
- југ: Казачински и Тасејевски рејон;
- запад: Јенисејски рејон;
- северозапад: Северо-Јенисејски рејон.

Укупна површина рејона је 18.100 km².
Укупан број становника рејона је 15.392 (2014).